# Dinarobina pallens
Dinarobina pallens är en skalbaggsart som beskrevs av Gilbert John Arrow 1919. Dinarobina pallens ingår i släktet Dinarobina och familjen Melolonthidae. Inga underarter finns listade i Catalogue of Life.